# Rudolf Neuhäuser
Rudolf Neuhäuser (* 17. Juni 1933 in Wien; † 10. September 2020 in Villach) war ein österreichischer Slawist und Hochschullehrer.

## Leben
Rudolf Neuhäuser verbrachte seine Kindheit und Studium in dem seit dem 19. Jahrhundert im Familienbesitz stehenden Haus Rötzergasse 18 in 1170 Wien. Er machte 1952 Matura mit ausgezeichnetem Erfolg am Bundesgymnasium Geblergasse, 1170 Wien. Während seines Studiums an der Universität Wien (Lehramt in den Fächern Anglistik und Leibeserziehung) besuchte er russischen Sprachunterricht bei einer Adligen, die nach der Russischen Revolution 1918 geflüchteten war. Das durch diesen Unterricht erworbene Idiom eines altmodischen bzw. adeligen Russisch blieb Zeit seines Lebens sein Markenzeichen.
Rudolf Neuhäuser wurde nach seinem Studium an der Universität Wien 1975 zum ordentlichen Universitätsprofessor für Slawische Literaturwissenschaft an das neu gegründete Klagenfurter Institut für Slawistik berufen und wirkte bis zu seiner Emeritierung im Jahr 2001 an der Universität Klagenfurt. Als erster Lehrstuhlinhaber für Slawistik an der Universität Klagenfurt hatte er maßgeblichen Einfluss auf die Einrichtung der slawistischen Studien in den Fächern Russistik, Slowenistik und Serbokroatistik sowie auf die Zusammenarbeit mit der Partneruniversität Ljubljana im damaligen Jugoslawien.
Vor seiner Rückkehr nach Österreich hatte Rudolf Neuhäuser in den Jahren 1969/1970 den Posten eines Kulturattachés an der Österreichischen Botschaft in Zagreb inne und war dort Gastgeber des ersten gemeinsamen österreichisch-kroatischen Slawistentreffens der Nachkriegszeit. Als Initiator und Gründungsmitglied (1971) der Internationalen Dostojevskij-Gesellschaft war er von 1989 bis 1995 deren Präsident und Herausgeber der Dostojevskij Studies. Von den 1980er Jahren bis 1996 war er Vorsitzender des Österreichischen Slawistenverbandes und österreichischer Vertreter im Internationalen Slawistenkomitee. Als Gastprofessor war er an den Universitäten in Edmonton, Ljubljana, Köln und Salzburg tätig.
Rudolf Neuhäuser engagierte sich in den Gremien der universitären Selbstverwaltung an der Universität Klagenfurt und in österreichweiten Vertretungsorganen.
Im Jahr 1995 wurde Rudolf Neuhäuser als Korrespondierendes Mitglied in die Slowenische Akademie der Wissenschaften und Künste aufgenommen. Zu seinem 75. Geburtstag im Jahr 2008 wurde ihm von Landeshauptmann Jörg Haider das Österreichische Ehrenkreuz für Wissenschaft und Kunst I. Klasse überreicht.
Seine zentralen Arbeitsgebiete waren die russische und slowenische Literatur vom 18. Jh. bis zur Gegenwart, wobei die komparatistische Perspektive und die Berücksichtigung gesellschaftspolitischer und geistesgeschichtlicher Aspekte einen besonderen Schwerpunkt bilden. Neuhäusers Werke umfassen über 200 Veröffentlichungen, die neben Aufsätzen in Sammelbänden und Fachzeitschriften mehrere Bücher einschließen.
Rudoilf Neuhäuser war verheiratet mit Elisabeth Feirer (1936–1987). Das Ehepaar hatte zwei Söhne.